# Virtuemart
VirtueMart – zaawansowana, oparta na wolnym oprogramowaniu, platforma e-commerce umożliwiająca zbudowanie sklepu internetowego w połączeniu z uznanym na świecie systemem zarządzania treścią Joomla!. Virtuemart napisany jest w języku PHP i do działania wymaga bazy danych typu MySQL. Na platformie VirtueMart opiera swoje działanie 9,5% sklepów internetowych, co daje jej drugie miejsce na świecie po Magento (26%).

## Funkcjonalność
Funkcjonalność VirtueMart wciąż jest rozwijana dzięki rozwijającej się społeczności pracującej wokół tej platformy od 2005 roku. Może być ona stosowana również w przypadku bardzo rozbudowanych sklepów internetowych. VirtueMart wspiera koszyk, wielojęzyczność, zakupy międzynarodowe, raportowanie, powiadamianie o statusie realizacji zamówienia, rabaty, SEF, wybór płatności i formy dostawy.